# Aedes hungaricus
Aedes hungaricus är en tvåvingeart som beskrevs av Mihalyi 1955. Aedes hungaricus ingår i släktet Aedes och familjen stickmyggor.
Artens utbredningsområde är Ungern. Inga underarter finns listade i Catalogue of Life.